# Divinity: Original Sin II
Divinity: Original Sin II — це шоста гра в серії Divinity та непряме продовження Divinity: Original Sin: ізометрична одно- та багатокористувацька фентезійна рольова гра з тактичними покроковими боями. Центральна тема гри: «ваше походження впливає на те, ким ви є і які шанси ви отримуєте в житті». Larian Studios запустила краудфандингову кампанію на Kickstarter 26 серпня 2015 року, у результаті якої 30 вересня 2015 року було зібрано понад 2 000 000 доларів. Гра була випущена 14 вересня 2017 і мала шалений успіх як серед ігрової спільноти, так і у фінансовому плані: було продано понад мільйон копій за два місяці. Гру називають однією з найкращих рольових ігор усіх часів, особливо відзначаючи її геймплейну різноманітність та інтерактивність.

## Ігровий процес

приклад кооперативної гри на розділеному екрані для двох гравців які одночасно знаходяться в різних локаціях і виконують різні квести

На початку гри гравець створює одного персонажа, який виконує роль його аватара. Крім статі, зовнішнього вигляду та класу, можна також вибрати їх расу та походження. Після вибору класу можна налаштувати додаткові навички, атрибути та здібності. Таланти і обмежену кількість тегів можна змінити, за винятком персонажів із передісторією, раси та походження яких залишаються незмінними.
Кожна раса має свої унікальні навички. Персонажі з передісторією мають більші обмеження — свій унікальний тег, діалоги і квестову лінію. На взаємодію між персонажем гравця та його оточуючими впливає репутація цього персонажа, раса тих, хто бере участь у розмові, і теги персонажа гравця. Розмова між гномом і ельфом може відбуватися зовсім інакше, ніж розмова між двома людьми.
У бою кожен персонаж атакує по черзі, а очки дій обмежують тип і кількість дій, які можна виконати. Переміщення зменшує очки дій залежно від пройденої відстані, а атаки/навички зменшують очки дій залежно від вимог використання. На завдану шкоду впливає фізична та магічна броня цілі та будь-який опір, який вони мають проти типу атаки. На додаток до цього, оточення також можна перетворити на (не)вигоду гравця; наприклад, водяні калюжі можна перетворити на крижаний покрив чи наелектризувати, щоб спричинити небезпеку спотикання чи ураження током, або перетворити на пару, зменшуючи видимість для тих, хто опиниться в паровій хмарі. Гравці можуть індивідуально контролювати кожного члена своєї групи, що дає можливість виконувати складні тактичні ходи. У грі доступні як онлайновий, так і локальний багатокористувацькі режими, змагальні та кооперативні. Система створення навичок дозволяє гравцям комбінувати та змінювати свої навички. У грі також є змагальний режим для кількох гравців, де гравці розділяються на дві команди та змагаються один проти одного на карті арени.

### Divinity: Original Sin II Definitive Edition
Було розроблено як ремастер Divinity: Original Sin II і випущено 31 серпня 2018 року. Гравці, які володіли оригіналом на ПК, отримали ремастер як безкоштовне оновлення. Нова гра також стала доступна на PlayStation 4 і Xbox One. На додаток до оновленої графіки та покращення продуктивності, оновлення також переписувало більшу частину оригінальних діалогів і включало нові області, бої та новий рівень складності. Персонаж Звір (Beast) був переписаний і отримав більше діалогів та глибшу розширену історію. Гравці, які попередньо замовили Definitive Edition на консолі, могли найняти сера Лору — міні-компаньйона з власною передісторією, виглядом і анімацією. У цій новій історії — сера Лору, лицаря-білку, переслідують Лицарі Дрея (Knights of Drey), апокаліптичного ордену пухнастих лицарів, які вірять у прихід Великого Жолудя. Граючи в його історію, гравці відкриють нові рецепти і розкриють таємницю Великого Жолудя.

## Синопсис
Дія гри розгортається у фентезійному світі Рівелон (The Rivellon), через століття після Divinity: Original Sin. Всі живі істоти на Рівелоні мають форму енергії (аналогічну до поняття «душа»), відому як Джерело (The Source), а люди, які називаються Чародіями (The Sourcerers), можуть маніпулювати Джерелом, щоб творити заклинання або покращувати свої бойові здібності. Сім Богів Рівелону пожертвували частиною свого Джерела обраному ними чемпіону Луціану (Lucian), відомому як Божественний (The Divine), який використовував свої сили, щоб стримувати Порожнечу (The Voide). Однак Луціан помер до початку гри, що послабило бар'єр між Порожнечею та Рівеллоном, і жахливі створіння Пустоти (Voidwoken), під керівництвом Короля Бога (The God King), почали вторгатися в Рівелон. Цих створінь приваблює використання Джерела, тому організація під назвою Божественний Орден (Divine Order) переслідує чародіїв.
На початку гри персонаж гравця, чарівник, захоплений Божественним Орденом і відправлений до острова-в'язниці форт Джой (Fort Joy). По дорозі туди гігантський кракен топить корабель, але протагоніста рятує таємничий голос, який називає його Пробудженим (The Godwoken). У форті Джой ми стаємо свідками жорстокого режиму Божественного Ордену, очолюваного сином Луціана Олександром і його правою рукою Далліс. Чародії «очищені» інквізиторами ордену від свого Джерела, стають бездумними маріонетками. З героєм встановлює звїязок один з Семи. Бог пояснює, що ослаблений без Люціна бар'єр не може стримувати Порожнечу. Бог спонукає протагоніста стати наступним Божественним і стримати Порожнечу. Герой втікає з острова, захопивши корабель Божественого Ордену.
Діставшись до материка, герой шукає наставників і розвиває свої сили. Від Бога протагоніст дізнаєсться про Колодязь Вознесіння (Well of Ascension) де можна поглинути достатньо Джерела, щоб стати Божественними. Також стає відомим, що Далліс заволоділа артефактом, що здатен нескінченно накопичувати Джерело. Герой зустрічає безсмертну істоту, яка стверджує, що належить до раси під назвою Вічні (Eternals), перших мешканців Рівелону. Вона пояснює, що Сім Богів були лише жадібними до влади Вічними, які зрадили свій народ, закривши всіх у Порожнечі. Після чого, новоявлені Боги створили смертні раси Рівелону і зберігають власну силу, живлячись їх Джерелом.
Діставшись до Колодязя Вознесіння, герой дізнається, що жахливі створіння Пустоти це ніхто інший, як вигнані богами Вічні, а їх правитель став Королем-Богом. Тепер ці створіння мають намір повернутися в Рівелон. Герой знаходить Колодязь, але стати Божественним перешкоджає Далліс. Невдача викликає гнів Бога, який атакує протагоніста, але зазнає поразки.
Герой переслідує Далліс до гробниці Божественного і знаходить там живого Люціана. Той розповідає, що він імітував свою смерть і укрився у своїй гробниці, і що саме він, а не Порожнеча, витягував Джерело з Семи. Луціан має намір забрати все Джерело із Рівелона та використати його, щоб назавжди закрити Порожнечу. Далліс, виявляється Вічною, на стороні Люціана. Кінцівка змінюється залежно від вибору гравця: протагоніст може стати наступним Божественним, знищити все Джерело у Рівелоні, розділити Джерело між усіма мешканцями Рівелону або дозволити Королю-Богу повернутися.

## Розробка
Вперше гру було анонсовано 12 серпня 2015 року. Було оголошено, що проєкт буде запущений на Kickstarter 26 серпня. Поставленої мети в 500 000 доларів було досягнуто менш ніж за 12 годин. Деякі з довгострокових цілей були досягнуті ще до того, як їх було оголошено. Зрештою, загалом було зібрано понад 2 мільйони доларів. Larian оголосили, що повертаються на Kickstarter, щоб втілити у гру більше ідей. Музику до гри написав Борислав Славов, який замінив композитора Divinity: Original Sin Кирила Покровського, що пішов з життя у 2015 році.
Гра була випущена у ранньому доступі на Microsoft Windows 15 вересня 2016 року, а датою випуску проєкту стало 14 вересня 2017 року. Незважаючи на відключення електроенергії в Генті, місці розташування студії Larian, у день запуску, гра була успішно випущена, і протягом тижня кількість одночасних гравців становила 75 000, ставши однією з популярніших ігор у Steam на той час. Окрім безкоштовного оновлення Definitive Edition для власників оригінальної гри, 31 серпня 2018 року Bandai Namco Entertainment також випустила її на PlayStation 4 і Xbox One. Гра також вийшла на macOS 31 січня 2019 року та для Nintendo Switch 4 вересня 2019 року.

## Оцінки і нагороди
| Агрегатор  | Оцінка |
| ---------- | ------ |
| Metacritic | 93/100 |

| Видання                    | Оцінка  |
| -------------------------- | ------- |
| Destructoid                | 9/10    |
| Game Informer              | 9.75/10 |
| GameSpot                   | 10/10   |
| IGN                        | 9.6/10  |
| PC Gamer (Велика Британія) | 92/100  |
| PC Gamer (США)             | [ 26 ]  |
| Polygon                    | 7/10    |

Divinity: Original Sin II отримала на Metacritic позначку «Всесвітнє визнання» (Universal Acclaim). Багато критиків і публікацій визнали гру однією з найкращих рольових ігор усіх часів. Рік Лейн з Eurogamer вважав це «шедевром», вважаючи, що пройде багато років, перш ніж він зможе зіграти в іншу рольову гру, яка хоча б наблизилася до «такого багатства на вибір та харизми». Адам Сміт з Rock, Paper, Shotgun вважав, що небагато ігор дозволяють гравцям брати участь у історіях кращіх, ніж Original Sin II. Лейф Джонсон з IGN високо оцінив історію, квести, тактичні бої та реіграбельність, назвавши проєкт одним із найкращих у жанрі рольової гри. GameSpot поставив їй ідеальну оцінку 10/10, лише 14 ігор удостоїлися такої честі за без малого тридцятирічну історію видання. Майк Вільямс з PC Gamer назвав її «вершиною» жанру комп'ютерних рольових ігор, вихваляючи її персонажів, середовище, рольові аспекти та бої. Джанін Хоукінс з Polygon була менш позитивною, ніж більшість, назвавши його «приголомшливо амбітним», але що він не зміг «з'єднати всі частини разом».
| Рік  | Назва               | Категорія                 | Результат | Примітки |
| ---- | ------------------- | ------------------------- | --------- | -------- |
| 2017 | The Game Awards     | Найкраща рольова гра      | Номінація | [ 32 ]   |
| 2017 | IGN Best of 2017    | Гра року                  | Номінація | [ 33 ]   |
| 2017 | IGN Best of 2017    | Найкращий сюжет           | Номінація | [ 34 ]   |
| 2017 | IGN Best of 2017    | Найкраща комп'ютерна гра  | Номінація | [ 35 ]   |
| 2017 | IGN Best of 2017    | Найкраща рольова гра      | Номінація | [ 36 ]   |
| 2017 | Destructoid         | Найкраща гра для ПК       | Номінація | [ 37 ]   |
| 2017 | PC Gamer            | Найкраща кооперативна гра | Номінація | [ 38 ]   |
| 2017 | PC Gamer            | Гра року                  | Перемога  | [ 38 ]   |
| 2017 | Game Informer       | Найкраща гра для ПК       | Перемога  | [ 39 ]   |
| 2017 | Game Informer       | Найкращі побічні квести   | Перемога  | [ 40 ]   |
| 2017 | Game Informer       | Найкраща кооперативна гра | Номінація | [ 41 ]   |
| 2017 | D.I.C.E. Awards     | Найкраща рольова гра      | Номінація | [ 42 ]   |
| 2017 | NAVGTR Awards       | Ігрова інженерія          | Номінація | [ 43 ]   |
| 2017 | NAVGTR Awards       | Гра, рольова франшиза     | Номінація | [ 43 ]   |
| 2017 | BAFTA               | Найкращий мультиплеєр     | Перемога  | [ 44 ]   |
| 2018 | Gamescom            | Найкраща рольова гра      | Перемога  | [ 45 ]   |
| 2018 | Gamescom            | Найкраща стратегічна гра  | Номінація | [ 45 ]   |
| 2018 | Game Critics Awards | Найкраща рольова гра      | Номінація | [ 46 ]   |